# Al Davis
Al Davis, född 4 juli 1929 i Brockton i Massachusetts, död 8 oktober 2011, var aktiv inom många olika positioner i amerikansk fotboll. Davis tog sig från assisterade tränare i San Diego Chargers till att bli huvudtränare och general manager för Oakland Raiders. Davis kom senare att bli kommissionär för AFL och slutligen ägare för Oakland Raiders. Totalt tillbringade Davis 52 år inom proffsfotbollen.

## Biografi

### Tidiga åren, åren innan Raiders
Davis föddes i Brockton men hans familj flyttade snart till Brooklyn och kom senare att föra sina studier på Wittenberg College och Syracuse University där han tog examen i engelska. Under sin skoltid deltog han aktivt i skolans amerikanska fotbollslag, basketlag samt deras basebollag. 1950 blev han tränare för Adelphi College för senare träna arméns lag vid Ft . Belvoir fram till 1954 då han tillbringade en säsong i NFL-laget Baltimore Colts organisation. Efter det tillbringade han ytterligare två år inom militärens collegelag då han tränade laget vid The Citadel, The Military College of South Carolina. Efter det var Davis tränare vid University of Southern California. Från 1960 och tre år framåt var han en del av det nystartade laget Los Angeles Chargers som offensiv tränare. Där vann man under Davis tre år divisionstiteln två gånger.

### Tränare i Raiders
Vid 33 års ålder tog han över rollen som huvudtränare och general manager för Oakland Raiders. Ett Oakland Raiders som fram till dess presterat väldigt dåligt med endast 9 vinster och hela 33 förluster. Trots sin unga ålder hade han 14 års erfarenhet av att träna amerikanska fotbollslag om än på lägre nivå. Davis förde ett på förhand helt uträknat Raiders till en säsong med 10 vinster och 4 förluster vilket nästan räckte till en divisionstitel. Davis blev den säsongen också utnämnd till Pro Football Coach of the Year.Med Davis som tränare hade man vänt den negativa trenden och vann 23 matcher, förlorade 16 samt spelade oavgjort 3 gånger.

### Kommissionär i AFL
Uppdraget som kommissionär i AFL var en tjänst Davis motvilligt accepterade 1966 då han först och främst såg sig själv som en amerikansk fotbollstränare, att bli kommissionär skulle med största säkerhet innebära att han inte skulle kunna få en tränarroll igen. Övertalad av ägarna av lagen i AFL gav han sig in i rollen som kommissionär i ett läge när organisationen låg i konflikt med NFL. Endast åtta veckor efter att Davis tillträdde lyckades man bilägga konflikten mellan ligorna och Davis fick ett erkännande för att föra de båda ligorna tillsammans. 1969 var han också en av de drivande krafterna bakom att sammansluta de båda ligorna och formade NFL som det ser ut idag. Senare under samma år köpte han 10% av Oakland Raiders för 18 500 $. 

### Ägare av Raiders
1969 valde utsåg han John Madden till huvudtränare som kom att bli en av ligans mest legendariska tränare under de 10 år han coachade laget. 1975 fick Davis full kontroll över Raiders då vann en rättslig tvist med en av delägarna. En av de mer kontroversiella besluten som Davis tog som ägare var att 1982 flytta laget till Los Angeles under en konflikt med NFL och staden Oakland. Fram till dess hade Raiders vunnit en Super Bowl-titel ((XI) och lagets arena Oakland-Alameda Coliseum var så gott som alltid fullsatt. Davis ville bygga lyxsviter på arenan 1980 vilket staden Oakland inte gick med på. Davis hotade då att flytta laget till Los Angeles vilket ledde till att staden Oakland stämde Davis som i sin tur stämde NFL eftersom de motsatte sig en flytt av laget. Under allt tumult vid sidan av planen gick Raider som tåget på planen och kunde 1981 säkra sin andra Super Bowl-vinst mot Philadelphia Eagles med 27-10. 1982 vann Davis sin stämning mot NFL och fick efter en uppgörelse 18 000 000 $ i ersättning och flyttade laget till Los Angeles. Som Los Angeles Raiders dröjde det inte längre än till 1984 att vinna ytterligare en Super Bowl, denna gång mot Washington Redskins med 38-9. 1990 började det krångla för Davis och Raiders på arenafronten igen när renoveringar av LA Coliseum uteblev. Förhandlingar med Oakland om att flytta tillbaka laget uppstod och under garanti att förbättringar skulle göras på Oakland-Alameda Coliseum flyttade Davis tillbaka Raiders till Oakland. Raiders kom aldrig upp i samma nivå som man gjorde under 80-talet även om man nådde Super Bowl 2003 som man förlorade. Många av lagen har betydligt nyare arenor än Oakland som kan driva in mycket pengar till lagen. För att få in mer kapital till de ökande kostnaderna sålde Davis 20% av laget för att få in mer kapital, summan landade på 150 000 000 $.
Även om Davis var en kontroversiell profil inom amerikansk fotboll var han också mycket omtyckt av många, vilket märktes inte minst efter att han avled mitt under säsongen 2011. Davis var alltid mycket involverad i sitt lag och fanns alltid med på träningar och matcher men under 2011 minskade hans deltagande i Raiders aktiviteter mer och mer på grund av försämrad hälsa. Davis fick hyllningar från egna spelare såväl från motståndare och tidigare "fiender". Under Raiders förberedelser för matchen mot Houston Texans borta avled Davis i sitt hem. Under matchen mot Houston tryckte man upp ett märke med initialerna "AL" på Raiders hjälmar. Matchen vann Oakland med 25-20 efter att Houstons quarterback Matt Schaub under matchens sista spel kastade en interception till Raiders Michael Huff. Under det sista spelet uppmärksammade man i efterhand att Raiders endast hade 10 istället för 11 spelare på planen vilket fått många att säga att Al Davis var den 11:e spelaren på planen under det spelet.
Efter Davis död spekulerades det i om hans familj skulle sälja laget men det förnekades snabbt och Als son Mark tog snabbt en position i klubben om än temporärt.

## Utmärkelser och titlar
Davis långa karriär och många insatser för amerikansk fotboll har gjort att han fått ta emot en rad olika utmärkelser. 
- 1991 blev han den första att få utmärkelsen NFL Players Association’s Retired Players Award of Excellence, "för hans bidrag till männen som spelade spelet".[1]
- 1992 valdes han in i Pro Football Hall of Fame, där han introducerades av John Madden.[1]
- 1999 utsåg Oakland Tribune och Alameda Newspaper Group Al Davis som den viktigaste sportprofilen i San Francisco Bay Area under 1900-talet.[1]
- 2000 blev han invald i Orange Bowl Hall of Fame[1]